# Паланґабад (Марказі)
Паланґабад (перс. پلنگ اباد) — село в Ірані, у дегестані Шагсаван-Канді, у Центральному бахші, шагрестані Саве остану Марказі. За даними перепису 2006 року, його населення становило 51 особу, що проживали у складі 21 сім'ї.

## Клімат
Середня річна температура становить 14,27°C, середня максимальна – 33,00°C, а середня мінімальна – -7,67°C. Середня річна кількість опадів – 257 мм.
| Клімат поселення                              | Клімат поселення | Клімат поселення | Клімат поселення | Клімат поселення | Клімат поселення | Клімат поселення | Клімат поселення | Клімат поселення | Клімат поселення | Клімат поселення | Клімат поселення | Клімат поселення | Клімат поселення |
| Показник                                      | Січ.             | Лют.             | Бер.             | Квіт.            | Трав.            | Черв.            | Лип.             | Серп.            | Вер.             | Жовт.            | Лист.            | Груд.            |                  |
| Середній максимум, °C                         | 8,44             | 10,47            | 15,85            | 22,36            | 26,86            | 31,81            | 33,00            | 31,72            | 27,38            | 21,87            | 15,53            | 9,04             |                  |
| Середня температура, °C                       | 0,38             | 2,42             | 7,79             | 14,31            | 18,81            | 23,76            | 27,18            | 25,91            | 21,58            | 16,07            | 9,72             | 3,24             |                  |
| Середній мінімум, °C                          | −7,67            | −5,63            | −0,27            | 6,27             | 10,76            | 15,71            | 21,39            | 20,11            | 15,77            | 10,26            | 3,92             | −2,56            |                  |
| Норма опадів, мм                              | 36               | 35               | 46               | 33               | 25               | 4                | 1                | 1                | 1                | 13               | 24               | 38               |                  |
| Середньомісячна швидкість вітру, м/с          | 1.38             | 2.08             | 2.90             | 3.06             | 2.83             | 2.74             | 2.87             | 2.73             | 2.36             | 2.36             | 1.90             | 1.46             |                  |
| Середньомісячна сонячна радіація, кДж/м²·день | 9045             | 11937            | 14428            | 18060            | 22106            | 26348            | 25846            | 23562            | 20174            | 14724            | 10801            | 8788             |                  |
| --------------------------------------------- | ---------------- | ---------------- | ---------------- | ---------------- | ---------------- | ---------------- | ---------------- | ---------------- | ---------------- | ---------------- | ---------------- | ---------------- | ---------------- |
| Джерело:                                      |                  |                  |                  |                  |                  |                  |                  |                  |                  |                  |                  |                  |                  |